# Sent Front de la Ribiera
Sent Front la Ribiera (en francès Saint-Front-la-Rivière) és un municipi francès situat al departament de la Dordonya i a la regió de la Nova Aquitània.

## Demografia
| 1962                                       | 1968 | 1975 | 1982 | 1990 | 1999 | 2007 |
| ------------------------------------------ | ---- | ---- | ---- | ---- | ---- | ---- |
| 639                                        | 570  | 586  | 541  | 559  | 543  | 532  |
| Des de 1962: població sense dobles comptes |      |      |      |      |      |      |

## Administració
| Període   | Identitat        | Partit |
| --------- | ---------------- | ------ |
| 1955-1977 | Henri Lacour     |        |
| 1977-1981 | Yvan Breteau     |        |
| 1981-2008 | Pierre Dubuisson |        |
| 2008-     | Francis Guinot   |        |